# Aleje-Zátiší
Aleje-Zátiší Františkovy Lázně településrésze Csehországban a Karlovy Vary-i kerület Chebi járásában. A 2001-es népszámlálási adatok szerint 19 lakóháza és 70 lakosa van. Közigazgatási területe 6.26 km².

## Népesség
| Lakosok száma |      |      |      |      |      |      |      | 71   | 70   | 59   |
|               | 1869 | 1890 | 1900 | 1921 | 1930 | 1961 | 1970 | 1991 | 2001 | 2021 |